# Dionysius Tomaj
Dionysius Tomaj a fost un vistiernic al regatului Ungariei în slujba regelui Andrei al II-lea, care i-a și acordat moșii importante în Ardeal. Accede la demnitatea de voievod al Transilvaniei între 1233 și 1234 în timpul regelui Béla al III-lea.